# Protographium philolaus
Protographium philolaus är en fjärilsart som först beskrevs av Jean Baptiste Boisduval 1836.  Protographium philolaus ingår i släktet Protographium och familjen riddarfjärilar. Inga underarter finns listade i Catalogue of Life.

## Bildgalleri

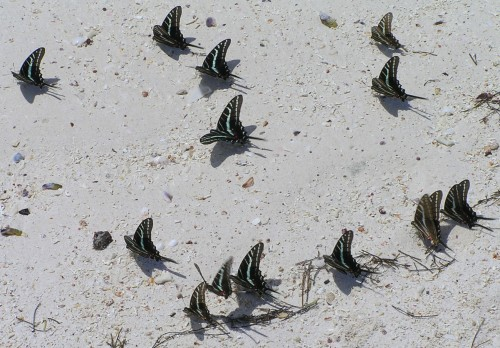